# فيرا ريتش
فيرا ريتش (بالإنجليزية: Vira Rich)‏ هي لغوية وصحفية وكاتِبة وشاعرة بريطانية، ولدت في 24 أبريل 1936 في لندن في المملكة المتحدة، وتوفي بنفس المكان في 20 ديسمبر 2009.